# Tour de Albania
El Tour de Albania (en albanés: Turi Çiklistik i Shqipërisë) es una competición ciclista por etapas que se disputa en Albania. La primera edición data de 1925 y desde 2017 forma parte del calendario del UCI Europe Tour.

## Palmarés
| Año       | Ganador             | Segundo               | Tercero               |
| --------- | ------------------- | --------------------- | --------------------- |
| 1925      | Jonuz Gjylbegu      |                       |                       |
| 1926-1935 | No disputada        |                       |                       |
| 1936      | Koco Kereku         |                       |                       |
| 1937-1945 | No disputada        |                       |                       |
| 1946      | Pirro Angjeli       |                       |                       |
| 1947      | Gani Laçej          |                       |                       |
| 1948      | Mishel Cico         |                       |                       |
| 1949      | Pirro Angjeli       |                       |                       |
| 1950      | Fadil Muriqi        |                       |                       |
| 1951      | Fadil Muriqi        |                       |                       |
| 1952      | Fadil Muriqi        |                       |                       |
| 1953      | Fadil Muriqi        |                       |                       |
| 1954      | Bilal Agalliu       |                       |                       |
| 1955      | Bilal Agalliu       |                       |                       |
| 1956      | Bilal Agalliu       |                       |                       |
| 1957      | Bilal Agalliu       |                       |                       |
| 1958      | Bilal Agalliu       |                       |                       |
| 1959      | Bilal Agalliu       |                       |                       |
| 1960      | Bilal Agalliu       |                       |                       |
| 1961      | Bilal Agalliu       |                       |                       |
| 1962      | Bilal Agalliu       |                       |                       |
| 1963      | Bilal Agalliu       |                       |                       |
| 1964      | Ruzhdi Muriqi       |                       |                       |
| 1965      | Bilal Agalliu       |                       |                       |
| 1966      | Shefqet Dervishi    |                       |                       |
| 1967      | Sali Hima           |                       |                       |
| 1968      | Sali Hima           |                       |                       |
| 1969      | Dashamir Rama       |                       |                       |
| 1970      | Muharrem Ahmeti     |                       |                       |
| 1971      | Lutfi Zino          |                       |                       |
| 1972      | Muharrem Ahmeti     |                       |                       |
| 1973      | Agron Tafilica      |                       |                       |
| 1974      | Agron Tafilica      |                       |                       |
| 1975      | Agron Tafilica      |                       |                       |
| 1976      | Kastriot Mezini     |                       |                       |
| 1977      | Lutfi Zino          |                       |                       |
| 1978      | Agron Huqi          |                       |                       |
| 1979      | Agim Tafili         |                       |                       |
| 1980      | Agim Tafili         |                       |                       |
| 1981      | Agim Tafili         |                       |                       |
| 1982      | Agim Tafili         |                       |                       |
| 1983      | Albert Çuko         |                       |                       |
| 1984      | Albert Çuko         |                       |                       |
| 1985      | Albert Çuko         |                       |                       |
| 1986      | Ardian Ferraizi     |                       |                       |
| 1987      | Agron Huqi          |                       |                       |
| 1988      | Sytki Tafili        |                       |                       |
| 1989      | Selim Çelmeta       |                       |                       |
| 1990      | Selim Çelmeta       |                       |                       |
| 1991      | Agim Paja           |                       |                       |
| 1992      | No disputada        |                       |                       |
| 1993      | Agron Boga          |                       |                       |
| 1994      | Agim Paja           |                       |                       |
| 1995      | Besnik Musaj        |                       |                       |
| 1996      | Besnik Musaj        |                       |                       |
| 1997      | Besnik Musaj        |                       |                       |
| 1998      | Besnik Musaj        |                       |                       |
| 1999      | Besnik Musaj        |                       |                       |
| 2000      | Besnik Musaj        |                       |                       |
| 2001      | Besnik Musaj        |                       |                       |
| 2002      | Admir Hasimaj       |                       |                       |
| 2003      | Palion Zarka        |                       |                       |
| 2004      | Palion Zarka        |                       |                       |
| 2005      | Palion Zarka        | Altin Buzi            | Plamen Dimov          |
| 2006      | Palion Zarka        | Besmir Banushi        | Jonid Tosku           |
| 2007      | Palion Zarka        | Besmir Banushi        | Jonid Tosku           |
| 2008      | Jonid Tosku         | Besmir Banushi        | Palion Zarka          |
| 2009      | Jonid Tosku         | Besmir Banushi        | Palion Zarka          |
| 2010      | Besmir Banushi      | Jonid Tosku           | Xhevahir Jahja        |
| 2011      | Besmir Banushi      | Altin Sufa            | Ylber Sefa            |
| 2012      | Besmir Banushi      | Altin Sufa            | Ylber Sefa            |
| 2013      | Eugert Zhupa        | Esad Hasanović        | Stefan Stefanović     |
| 2014      | Marko Stanković     | Yrmet Kastrati        | Paolo Braka           |
| 2015      | Marko Stanković     | Ylber Sefa            | Besmir Banushi        |
| 2016      | Ylber Sefa          | Besmir Banushi        | Altin Sufa            |
| 2017      | Francesco Bongiorno | Pierpaolo Ficara      | Michele Gazzara       |
| 2018      | Michele Gazzara     | Nicola Gaffurini      | Bruno Maltar          |
| 2019      | Filippo Fiorelli    | Etienne van Empel     | Sebastian Schönberger |
| 2020-2021 | No disputada        |                       |                       |
| 2022      | Ylber Sefa          | Cristian Raileanu     | Mikel Demiri          |
| 2023      | Maximilian Stedman  | Cristian Raileanu     | Periklis Ilias        |
| 2024      | Veljko Stojnić      | Vedad Karić           | Koos Jeroen Kers      |
| 2025      | Tom Jonkmans        | Gabriele De Fabritiis | Ognjen Ilić           |

## Palmarés por países
| País         | Victorias |
| ------------ | --------- |
| Albania      | 71        |
| Italia       | 3         |
| Serbia       | 3         |
| Reino Unido  | 1         |
| Países Bajos | 1         |